# Sidogiri
Sidogiri is een bestuurslaag in het regentschap Pasuruan van de provincie Oost-Java, Indonesië. Sidogiri telt 9251 inwoners (volkstelling 2010).